# Oorsprongbeek
De Oorsprongbeek is een beek bij Oosterbeek in de gemeente Renkum. Het is een bronbeek die later door sprengen is vergroot. De beek ontspringt hoog op een stuwwal aan de zuidkant van de Veluwe en stroomt door een bebost, parkachtig gebied met een verval van 35 meter naar de Nederrijn. In de beek bevinden zich een groot aantal stuwtjes, watervallen en vijvers die begin 19e eeuw zijn aangelegd.